# Visualisering (alternativ behandling)
 For alternative betydninger, se Visualisering. (Se også artikler, som begynder med Visualisering)
Visualisering, "synliggørelse", (af latin visus = "det sete") bruges indenfor alternativ behandling i sammenhæng med spirituelt arbejde som et redskab, der kan benyttes til at komme i kontakt med afdøde, ærkeengle, kraftdyr/totemdyr. Visualiseringen kan foregå som en guidet meditation, hvor den visualiserende sættes i en form for trance. Imens kan en anden (en form for meditationsleder) fortælle en historie, som der skal visualiseres om. Dette kan være udformet som en guidet tur til det inderste af sindet, eller det kan være musik spillet af denne meditationsleder.
Visualiseringen startes som regel med, at man danner en form for energifelt, eller en cirkel om de deltagende for at beskytte mod onde ånder eller udefrakommende forbandelser eller magiske angreb. Når cirklen er sluttet, startes visualiseringen med at lederen sætter de tilstedeværende i en form for trance. Teksten skrevet til visualiseringen læses op, og de deltagende bevæger sig i deres sind (eller i deres fantasi, om man vil) i en form for drømmeverden, hvor lederen kan føre dem hen til specielle ting, f.eks. en skov eller en åndelig vejleder, som man kan stille spørgsmål om livet og verden omkring.